# Marius Renardlaan 27
Marius Renardlaan (Frans: Avenue Marius Renard) is een grote woontoren in de Brusselse deelgemeente Anderlecht, vlak bij de Grote Ring rond Brussel.
Deze woontoren telt 30 verdiepingen en is met een hoogte van 85 meter de op twee na hoogste woontoren van Brussel en de op 29 na hoogste van België.